# Villiersocerus aureosuturalis
Villiersocerus aureosuturalis är en skalbaggsart som beskrevs av Pierre Lepesme 1950. Villiersocerus aureosuturalis ingår i släktet Villiersocerus och familjen långhorningar.
Artens utbredningsområde är Liberia. Inga underarter finns listade i Catalogue of Life.